# Scrophularia montana
Scrophularia montana är en flenörtsväxtart som beskrevs av Elmer Ottis Wooton. Scrophularia montana ingår i släktet flenörter, och familjen flenörtsväxter. Inga underarter finns listade i Catalogue of Life.